# 赫拉帕奇夫亞爾
50°15′32″N 34°29′57″E / 50.25889°N 34.49917°E
赫拉帕奇夫亞爾（烏克蘭語：Храпачів Яр），是烏克蘭中部的村莊，隸屬波爾塔瓦州的波爾塔瓦區。該村距離佩爾紹特拉夫涅韋1公里，面積0.7平方公里，海拔高度125米，2001年人口21。